# Audrey Hanard
Audrey Hanard (1985) is een Belgische bestuurster. Van 2021 tot 2025 was ze voorzitter van de raad van bestuur van bpost.

## Levensloop
Dochter van Gilbert Hanard, hoogleraar Romeins recht aan de Facultés Universitaires Saint-Louis, en zijn echtgenote Béatrice Cugnon, hoogleraar Nederlands aan dezelfde universiteit. Audrey Hanard is de oudste van een gezin met drie kinderen. 
Na haar middelbare studies aan het Koninklijk Atheneum in Koekelberg studeerde Audrey Hanard handelsingenieur aan de Solvay Brussels School of Economics and Management (2008) en behaalde een Master of Public Administration aan de Columbia-universiteit in New York dankzij een beurs van Belgian American Educational Foundation (BAEF).
Van 2010 tot 2011 maakte ze als Bernheim Fellow deel uit van de Belgische permanente vertegenwoordiging bij de Raad van de Europese Unie. In maart 2011 was ze namens de Organisatie van Amerikaanse Staten en Democracy International waarnemer tijdens verkiezingen in respectievelijk Haïti en Afghanistan.
Van 2008 tot 2016 werkte Hanard bij het adviesbureau McKinsey & Company, waar ze achtereenvolgens business analyst, junior associate, associate en engagement manager was. Van 2016 tot 2017 was ze operationeel directeur van Spectralys Biotech en van 2017 tot 2019 head of philanthropy van adviesbureau Telos Impact. In 2019 werd ze associate partner bij adviesbureau Dalberg, waar ze in 2022 partner werd.
In april 2018 volgde ze Brieuc Van Damme op als voorzitter van de Vrijdaggroep, een onafhankelijke denktank.
In mei 2021 volgde Hanard François Cornelis op als voorzitter van de raad van bestuur van bpost. Ze werd voorgedragen door de PS. Françoise Roels volgde haar in mei 2025 op.
Ze is tevens lid van de raden van bestuur van het platform voor burgerraadplegingen Fluicity en SINGA Belgium en voorzitter van Be education. Sinds november 2021 is ze lid van de Commissie Corporate Governance en sinds april 2022 bestuurder van Proximus.